# Thierry Bourdon
Pour les articles homonymes, voir Bourdon.
Thierry Bourdon est un acteur et musicien français. Essentiellement actif dans le doublage, il a été une voix-phare dans ce domaine durant les années 1980 et 1990. Il a notamment doublé de nombreux personnages à la télévision au sein de séries américaines, comme Albert Ingalls dans La Petite Maison dans la prairie, Willy dans Arnold et Willy, Charlie dans Hartley, cœurs à vif, ainsi qu'au sein de l'animation : Terry dans Candy, Johnny dans Albator 84, C-17 dans Dragon Ball Z et Super ou encore Serge Takiki dans Jeanne et Serge.

## Biographie
Thierry Bourdon commence le chant très jeune au sein d'une chorale avec laquelle il enregistre plusieurs disques. Il joue également du clavecin et obtient un prix de conservatoire. Il intègre ensuite l'École du spectacle. Il fait ses débuts sur scène en 1971 dans Le Mariage de Figaro de Beaumarchais, mise en scène de Dominique Paturel.
Il fait ses premiers doublages la même année, activité qui prend le pas sur sa carrière. Il prête notamment sa voix à Albert Ingalls dans La Petite Maison dans la prairie, Willy dans Arnold et Willy, Charlie dans Hartley, cœurs à vif. Dans le domaine de l'animation, il double Terry dans Candy, Johnny dans Albator 84, Ben Rogers dans Tom Sawyer, C-17 dans Dragon Ball Z et Super, Serge dans Jeanne et Serge, Kira Yamato dans Gundam Seed et Gundam Seed Destiny, Kaku dans One Piece, Lelouch Lamperouge dans Code Geass ou encore Jellal dans Fairy Tail.

## Théâtre
- 1971 : Le Mariage de Figaro de Beaumarchais, mise en scène de Dominique Paturel

## Filmographie
Sauf indication contraire, les informations mentionnées dans cette section peuvent être confirmées par la base de données cinématographiques IMDb,  présente dans la section « Liens externes ».

### Cinéma
- 1975 : La Bête de Walerian Borowczyk : le Modeste

### Télévision

#### Téléfilms
- 1968 : Les Grandes Espérances de Marcel Cravenne : Herbert enfant
- 1970 : Le Lys dans la vallée de Marcel Cravenne : Jacques adolescent
- 1975 : La Mort du pantin de Yannick Andréi : Laurent Morel
- 1976 : Les Mystères de Loudun de Gérard Vergez : Daniel

#### Séries télévisées
- 1969 : Les Galapiats de Pierre Gaspard-Huit : Patrick
- 1973 : Un homme, une ville : Michel Jumié (10 épisodes)
- 1975 : Marie-Antoinette : Comte d'Artois jeune
- 1979 : Désiré Lafarge de Guy Lefranc : Philippe (Saison 3, ép. 1)

## Doublage
Sources : Doublage Séries Database et Planète Jeunesse.
Note : Les dates en italique correspondent aux sorties initiales des films dont Thierry Bourdon a assuré le redoublage ou le doublage tardif.

### Cinéma

#### Films
- Matthew Broderick dans :
  - Wargames (1983) : David Lightman
  - Ladyhawke, la femme de la nuit (1985) : Philippe Gaston dit « La Souris »
- 1967[n 1] : L'Homme à la Ferrari : Luca (Giovambattista Salerno)
- 1969[n 2] : L'Ordinateur en folie : Henry (Frank Welker)
- 1971 : Si tu crois fillette : Ponce de Leon Harper (John David Carson)
- 1973 : Amarcord : Titta (Bruno Zanin)
- 1973 : Le Voleur qui vient dîner : Biff Henderling (Glenn Enoch) et un jeune automobiliste[Qui ?]
- 1974 : Tant qu'il y a de la guerre, il y a de l'espoir : Ricky (Mauro Firmani)
- 1975 : Les Requins : Ron Walker (John Neilson)
- 1976 : Le Pirate des Caraïbes : le caporal (Tom Fitzsimmons)
- 1976 : Les Impitoyables : Johnny (Leif Garrett)
- 1976 : La Nuit des vers géants : Mick (Don Scardino)
- 1976 : Dynamite Girls : Johnny (Eric Boles)
- 1977 : La Fièvre du samedi soir : Bobby C (Barry Miller) (1er doublage)
- 1977 : Une journée particulière : Umberto (Vittorio Guerrieri)
- 1977 : Le Tournant de la vie : Ethan (Phillip Saunders)
- 1978 : Les Sept Cités d'Atlantis : Sandy (Ashley Knight)
- 1978 : Sauvez le Neptune : Harris (Michael O'Keefe)
- 1978 : Un mariage : Hughie Brenner (Dennis Christopher)
- 1979 : Caligula : Gemellus (Bruno Brive)
- 1979 : Que le spectacle commence : Joe Gideon jeune (Keith Gordon)
- 1979 : Arrête de ramer, t'es sur le sable : Spaz (Jack Blum)
- 1979 : American Graffiti, la suite : John Milner (Paul Le Mat)
- 1979 : Star Trek, le film : le lieutenant Pavel Chekov (Walter Koenig) (1er doublage)
- 1979 : Passeur d'hommes : Paul (Paul Clemens)
- 1979 : Le Vainqueur : l'adolescent porto-ricain (Giancarlo Esposito) et l'homme du bureau de chômage (David Eisner)
- 1980 : Fame : Bruno Martelli (Lee Curreri)
- 1980[4] : Une nuit folle, folle : Adam Larson (David Naughton)
- 1981 : Hurlements : le jeune flic en patrouille (Steve Nevil)
- 1982 : Le Choix de Sophie : Stingo (Peter MacNicol)
- 1982 : 48 heures : le gardien de parking (James Marcelino)
- 1983 : Le Dernier Testament : Brad Wetherly (Rossie Harris)
- 1983 : Private School (en) : Jim Green (Matthew Modine)
- 1984 : Indiana Jones et le Temple maudit : le premier enfant en cage ( ? )
- 1984[n 3] : Birdy : Birdy (Matthew Modine) (1er et 2e doublage)
- 1984 : Karaté Kid : Freddy Fernandez (Israel Juarbe)
- 1984 : Le Kid de la plage : Steve Dawkins (Brian McNamara)
- 1985 : Vendredi 13, chapitre V : Une nouvelle terreur : Jake (Jerry Pavlon)
- 1986 : Le Monde des maudits : Purvis (Frank Garret)
- 1988 : Mac et moi : Michael (Jonathan Ward)
- 1988 : Le Cauchemar de Freddy : Rick Johnson (Andras Jones (en))
- 1989 : Le Cercle des poètes disparus : Todd Anderson (Ethan Hawke)
- 2003 : Master and Commander : De l'autre côté du monde : le deuxième lieutenant William Mowett (Edward Woodall)
- 2004 : Vanity Fair : La Foire aux vanités : Joseph 'Joe' Sedley (Tony Maudsley)
- 2008 : Soyez sympas, rembobinez : M. Baker (P. J. Byrne)
- 2012 : Argo : Joe Stafford (Scoot McNairy)
- 2013 : Le Loup de Wall Street : Chester Ming (Kenneth Choi)
- 2015 : Absolutely Anything : un garde du corps de Neil en président ( ? )

#### Films d'animation
- 1970[n 4] : Un Américain à la cour du roi Arthur : Clarence
- 1973 : Le Petit Monde de Charlotte : Henri
- 1977 : Mathieu l'Astucieux : un garde et le jeune cavalier
- 1977[n 5] : Les Cygnes sauvages : un prince-cygne
- 1977 : Anne et Andy : Andy
- 1979[n 6] : Les Trois Mousquetaires de l'Espace : Oz
- 1980[n 6] : Les Trois Mousquetaires dans le Temps : Oz
- 1980[n 7] : Nucléa 3000 : Ken
- 1981 : Métal hurlant : Dan
- 1981 : Yuki, le secret de la montagne magique : Nico
- 1982 : Aladin et la Lampe merveilleuse : Aladin
- 1982[n 5] : Oliver Twist : Oliver Twist
- 1985 : Taram et le Chaudron magique : Taram (1er doublage)
- 1985 : Nicholas Nickleby : Smike
- 1986[n 8] : Théo ou la Batte de la victoire : Un champion sans numéro : Théo / Kim
- 1986[n 8] : Théo ou la Batte de la victoire : Le Cadeau d'adieu : Théo / Kim
- 1987[n 8] : Théo ou la Batte de la victoire : Après ton passage : Théo Brendel
- 1987[n 9] : Les Aventures d'Oliver Twist : Oliver Twist
- 1988[n 10] : Les Chevaliers du Zodiaque : Les Guerriers d'Abel : Saga et Aphrodite
- 1990 : Bernard et Bianca au pays des kangourous : Frank
- 1993[n 11] : Ninja Scroll : Hanza
- 2000 : Digimon, le film : T.K. adolescent, Tentomon, Veemon et Armadillomon
- 2019[n 12] : Code Geass: Lelouch of the Resurrection : Lelouch Lamperouge
- 2022 : Bob's Burgers, le film : Tina Belcher

### Télévision

#### Téléfilm
- 1976 : L'Enfant bulle : Tom Shuster (Kelly Ward)

#### Téléfilms d'animation
- 1978[n 13] : Le Prince du soleil : le prince Vif-Argent
- 1982[n 10] : Un conte de Noël : l'employé des pompes funèbres / un enfant
- 1998[n 8] : Théo ou la Batte de la victoire : Miss Lonely Yesterday : Théo Brendel
- 2001[n 8] : Théo ou la Batte de la victoire : Crossroad : Théo Brendel
- 2013 : One Piece, ép. du Merry : Un compagnon pas comme les autres : Kaku

#### Séries télévisées
- Jon Seda dans :
  - New York, police judiciaire (1997) : l'inspecteur Paul Falsone (saison 8, ép. 6)
  - Homicide (1997-1999) : l'inspecteur Paul Falsone (46 épisodes)
  - UC: Undercover (2001-2002) : Jake Shaw (13 épisodes)
  - Le Justicier de l'ombre (2003) : Nick Duarte (saison 2, ép. 10)
- Sam Pancake (en) dans :
  - Kitchen Confidential (2005) : Donald (12 épisodes)
  - Gilmore Girls : Une nouvelle année (2016) : Cameron (mini-série)
- Jack Carpenter (es) dans :
  - The Good Wife (2011-2014) : Patric Edelstein (5 épisodes)
  - Reckless : La Loi de Charleston (2014) : Ed (3 épisodes)
- DJ Qualls dans :
  - Supernatural (2011-2020) : Garth Fitzgerald IV (6 épisodes)
  - Perception (2013-2015) : l'agent Rudy Fleckner (5 épisodes)
- 1975-1984 : La Petite Maison dans la prairie : John Sanderson Edwards Jr. (Radames Pera) (8 épisodes), Albert Ingalls (Matthew Laborteaux) (2e voix, saisons 6 à 9), Almanzo Wilder (Dean Butler) (1re voix), Willie Oleson (Jonathan Gilbert) (3e voix)
- 1976 : L'Île perdue : Tony (Tony Hughes) (2e voix)
- 1976 : Papa c'est toi, Papa c'est moi[5] : Ricky Martin (Mike Darnell) (13 épisodes)
- 1976-1979 : La Conquête de l'Ouest : Josh Macahan (William Kirby Cullen) (26 épisodes)
- 1977 : La Main rouge : Doc (James Bond III) (12 épisodes)
- 1977-1981[6] : Huit, ça suffit ! : Tommy Bradford (Willie Aames) (109 épisodes)
- 1978 : Zora la rousse : le fils du maire ( ? )
- 1978 : Starsky et Hutch : Cal Dobey (Eric Suter) (saison 1, épisode 12)
- 1978-1979[7] : Soap : Billy Tate (Jimmy Baio) (2e voix, saison 2)
- 1979-1982 : Dick le rebelle : Nick Smith alias « Feu Follet » (Michael Deeks) (31 épisodes)
- 1979-1986 : Arnold et Willy : Willy (Todd Bridges) (2e voix, saisons 1 à 8)
- 1981 : Silas : Godik (Lucki Molocher) (mini-série)
- 1982 : X-Or : Amamiya ( ? )
- 1982-1984 : Ricky ou la Belle Vie : Derek Taylor (Jason Bateman) (21 épisodes)
- 1983-1984 : Les Petits Génies : Hamilton Parker (Todd Porter) (18 épisodes)
- 1984 : Starsky et Hutch : Bobby Marsh (George Janek) (saison 2, épisode 18)
- 1987-1988 : 21 Jump Street : l'officier Harry Truman Ioki (Dustin Nguyen) (1re voix)
- 1987-1989 : Alf : Jake Ochmonek (Josh Blake) (1re voix, saisons 2 et 3)
- 1987-1990 : Les Années collège : Shane McKay (Billy Parrott) (38 épisodes)
- 1992 : Marshall et Simon : Dash X (Jason Marsden) (7 épisodes)
- 1992-1993 : Les Feux de l'amour : Brandon Collins (Paul Walker) (24 épisodes)
- 1992-1995 : Beverly Hills 90210 : Herbert Little (Cory Tyler) (4 épisodes), Jordan Bonner (Michael Anthony Rawlins) (6 épisodes) et Peter Tucker (James C. Victor) (7 épisodes)
- 1995-1996 : Space 2063 : le lieutenant Nathan West (Morgan Weisser) (23 épisodes)
- 1996-1997 : Hartley, cœurs à vif : Charlie Byrd (Sebastian Goldspink) (50 épisodes)
- 1997 : Shining : Tony / Danny à 17 ans (Wil Horneff) (mini-série)
- 1997 : Brentwood : Michael Kerris (J. Trevor Edmond) (13 épisodes)
- 1997-1998 : Une vie sacrée : le Père Eric (Scott Michael Campbell) (20 épisodes)
- 1998 : Living in Captivity : Will Marek (Matt Letscher) (8 épisodes)
- 1998 : Power Rangers : Dans l'espace : Zhane / Ranger de l'espace argenté (Justin Nimmo) (24 épisodes)
- 2000-2005 : Queer as Folk : Blake Wyzecki (Dean Armstrong) (14 épisodes)
- 2001-2005 : Ma famille d'abord : voix additionnelles
- 2003-2004 : Six Feet Under : Arthur Martin (Rainn Wilson) (13 épisodes)
- 2004 : Cracking Up : Preston Shackleton (Jake Sandvig (en)) (13 épisodes)
- 2004-2008 : Monk : Kevin Dorfman (Jarrad Paul) (6 épisodes)
- 2004-2009 : Battlestar Galactica : le lieutenant Felix Gaeta (Alessandro Juliani) (59 épisodes)
- 2005-2008 : Zoé : Mark del Figgalo (Jack Salvatore Jr.) (25 épisodes)
- 2005-2009 : Earl : Kenny James (Gregg Binkley) (18 épisodes)
- 2006 : Gilmore Girls : Bill (Devon Michaels) (2e voix, saison 7)
- 2006 : Boston Justice : Lincoln Meyer (David Dean Bottrell) (8 épisodes)
- 2006-2009 : Le Rêve de Diana : Mike Hartwig (Stephen Dürr) (113 épisodes)
- 2006-2013 : 30 Rock : Jonathan (Maulik Pancholy) (62 épisodes)
- 2007 : Kill Point : Dans la ligne de mire : Robby Sabian (Ethan Rosenfeld) (mini-série)
- 2007-2009 : iCarly : Wesley (Colin Spensor) (9 épisodes)
- 2008-2009 : The Cleaner : Leo (Dionysio Basco) (5 épisodes)
- 2009 : Sons of Anarchy : Angus (Evan Lai) (saison 2, ép. 7)
- 2009-2011 : True Jackson : Mikey J (Trevor Brown) (12 épisodes)
- 2009-2013 : Degrassi : La Nouvelle Génération : Dave Turner (Jahmil French) (149 épisodes)
- 2010-2011 : Glee : Wes (Telly Leung) (saison 2, 7 épisodes)
- 2010-2012 : Skins : le principal David Blood (Chris Addison) (10 épisodes)
- 2010-2012 : The Glades : Jason Elkins (Matthew Horohoe) (3 épisodes)
- 2011 : Bones : Dr David Yarzick (Martin Grey) (saison 7, ép. 1)
- 2011-2012 : US Marshals : Protection de témoins : Fred Zeitlin (Dan Bucatinsky) (3 épisodes)
- 2012 : Enquêtes codées : Crowley (Steven Robertson) (3 épisodes)
- 2012-2018 : Scandal : Charlie (George Newbern) (69 épisodes)
- 2015-2017 : Better Call Saul : Daniel « Pryce » Wormald (Mark Proksch) (4 épisodes)

#### Séries d'animation
- 1966[n 14] : Dino Boy : Dino Boy
- 1968-1969[n 15] : Les Aventures de Moby Dick : Tom
- 1971-1973[n 15] : La Bataille des planètes : Thierry
- 1975[n 9] : La Tulipe noire : Léo (ép. 25), St-Just (ép. 38)
- 1975-1977[n 16] : Goldorak : Eridan et Hérios
- 1976-1979[n 16] : Candy : Terry Granchester
- 1977[n 17] : Quoi de neuf, Mr. Magoo ? : voix additionnelles
- 1977-1978[n 17] : Rémi sans famille : Alexis
- 1977-1978[n 18] : Grand Prix (en) : Roland Hartman (1er doublage)
- 1977-1978[n 19] : Danguard : la Conquête des Planètes : Daniel
- 1978-1979 : Il était une fois… l'Homme : voix additionnelles
- 1978-1984[n 20] : Les Contes de Grimm : voix diverses
- 1978-1979[n 21] : Albator, le corsaire de l'espace : Ramis
- 1979[n 5] : Spider-Woman : Billy
- 1979-1980[n 7] : Sport Billy : divers personnages
- 1979-1980[n 22] : Lady Oscar : Alain de Soisson
- 1980[n 17] : Tom Sawyer : Ben
- 1980[n 17] : Rody le petit Cid : Froilan et Runio
- 1980-1981[n 23] : Flo et les Robinson suisses : Tom-Tom
- 1980-1981[n 5] : Tchaou et Grodo : Pedro le Taureau (ép. 34)
- 1981-1982 : Ulysse 31 : Noumaios (1er voix)
- 1982 : Pic Pic Pic : le narrateur
- 1982-1983[n 20] : Albator 84 : Johnny
- 1983[n 22] : Le Sourire du dragon : Bobby
- 1982-1983[n 5] : Gigi : Jimmy (ép. 6), l'ami d'Erika (ép. 26), Roger (ép. 33) et l'ange (ép. 44)
- 1982-1984[n 9] : Mes tendres années : Sonny Astrobal
- 1984[n 9] : Crocus : Oscar et Brin d'Or
- 1984[n 9] : Les Koalous : Marc
- 1984-1985[n 22] : Les Muppets Babies : Rowlf (1re voix)
- 1984-1985[n 23] : Jeanne et Serge : Serge Takiki / Danny Mitamura / Match / Hamazaki
- 1985-1987[n 24] : Le Collège fou, fou, fou : Chû Rinji (ép. 84)
- 1985-1987[n 10] : Théo ou la Batte de la victoire : Théo / Kim
- 1986[n 9] : But pour Rudy : Steeve et Sam / Billy et Loïc (ép. 11)
- 1987[n 9] : Gwendoline : Antoine / Edward adolescent
- 1987-1988 : Il était une fois… la Vie : voix additionnelles
- 1987-1989[n 10] : Le Petit Chef : Gabriel
- 1987-1989[n 9] : Sous le signe des Mousquetaires : D'Artagnan
- 1987-1989[n 25] : Le Prince Hercule : Apollon
- 1989-1990 : Tortues Ninja : Raphael (2e voix, ép. 19 à 106)
- 1991-1992 : L'École des champions : Tony (2e Voix)
- 1992 : Chip et Charly : Robbie
- 1992-1994[n 26] : Yu Yu Hakusho : voix additionnelles
- 1992-1996 : Dragon Ball Z : C-17
- 1993-1994 : Mighty Max : Félix
- 1994 : Creepy Crawlers : Christophe
- 1994-1997 : Gargoyles, les anges de la nuit : Puck / le prince Duncan
- 1994-1998[n 11] : Spider-Man, l'homme-araignée : Richard Fisk
- 1996-1997[n 27] : Équipières de choc : Yann (ép. 22) et Charlie (ép. 43)
- 1996-1997 : Jonny Quest : Hadji
- 1998[n 26] : Trigun : Julius (ép. 11 et 13)
- 1998[n 28] : Brain Powerd : Yû Isami
- 1998 : Les Aventures des Pocket Dragons : Filbert
- 1998-2000[n 26] : Orphen : Majic
- 1998-2002 : Papyrus : Hapou
- 1999[n 29] : Alexander : Philotas
- 1999 : Starship Troopers : Higgins
- 1999 : Redwall : Alexis Acquin / Peter (ép. 47)
- 1999-2000 : Wheel Squad : Johnny
- 1999-2000 : Digimon 01 : Tentomon / Armadillomon / Metalseadramon / Jim Kido (1er Voix)
- 1999-2001 : Hunter × Hunter : Wing
- 2000[n 28] : Boogiepop Phantom : Jonôchi Hisashi
- 2000-2001 : Digimon 02 : TK adolescent / Tentomon / Kabuterimon / Veemon / Armadillomon / Metalseadramon
- 2001[n 29] : Love Hina : Kentaro Sakata
- 2001 : Les Petits Fantômes : Edouard
- 2001-2002[n 29] : Final Fantasy: Unlimited : Cid
- 2001-2005 : Cool Attitude : Kwok Wong
- 2002[n 29] : .hack//SIGN : Tsukasa
- 2002-2003[n 30] : Gundam Seed : Kira Yamato
- 2003-2004[n 30] : Fullmetal Alchemist : Léo / Scar enfant
- 2003-2004 : Nadja : La Rose noire / Thomas O'Brien / François Harcourt
- 2004 : Maetel : divers robots
- 2004-2005 : Gundam Seed Destiny : Kira Yamato et Yolante
- 2004-2006 : Dragon Booster : Parmon
- 2005[n 30] : Paradise Kiss : Arashi
- 2005-2006[n 31] : One Piece : Kaku
- depuis 2005 : American Dad! : voix additionnelles
- 2006-2008[n 32]: Code Geass : Lelouch Lamperouge / Zero
- 2007 : Les Faucons de l'orage : Brutos
- 2006-2019 : Lucas la Cata : le père de Salomé
- 2009-2019 : Fairy Tail : Jellal/Jycrain/Mistgun
- 2009-2015[n 33] : Dragon Ball Z Kai : C-17
- 2011-2014 : Toriko : Takimaru
- depuis 2011[n 34] : Bob's Burgers : Tina Belcher
- 2012-2013 : Victory Kickoff!! : Tagi Sugiyama
- 2012-2019 : La Ligue des justiciers : Nouvelle Génération : Bart Allen / Impulse / Kid Flash II (1re voix) / Adam Strange / Wally West / Kid Flash (voix de remplacement, ép. 3.12) / voix additionnelles
- 2018 : Dragon Ball Super : C-17
- 2024 : Code Geass: Rozé of the Recapture (en) : Lelouch Lamperouge

#### OAV
- 1986[n 35] : Urotsukidôji : La Légende du démon : Nagumo
- 1988[n 35] : Dominion : Al
- 1999[n 26] : Harlock Saga : Tadashi Daiba
- 2000-2001[n 36] : Love Hina Special : Kentaro Sakata
- 2001-2002[n 30] : Captain Herlock: The Endless Odyssey : Tadashi Daiba[8]
- 2014-2015 : Code Geass: Akito the Exiled : Julius Kingsley

### Jeux vidéo
- 2001 : Star Wars: Galactic Battlegrounds : Luke Skywalker
- 2004 : Harry Potter et le Prisonnier d'Azkaban : voix additionnelles
- 2011 : Star Wars: The Old Republic : voix additionnelles
- 2017 : Lego Marvel Super Heroes 2 : Agent Phil Coulson, Howard le Canard, Rawhide Kid

## Voix off

### Radio
- Animusique : habillage antenne de la webradio Animusique depuis le 3 septembre 2012